# Божидар Веселиновић
Божидар Веселиновић - Божа (Петровац на Млави, 17. април 1921 — Београд, 15. јануар 1999) је био српски стрип-цртач и илустратор.

## Биографија
Рођен је 17. априла 1921. у Петровцу на Млави, неколико година касније преселио се у Београд, где је завршио средњу техничку школу. Студирао је Архитектонски факултет. Умро је 15. јануара 1999. у Београду.
Као младић је мобилисан од стране партизана и прошао је Сремски фронт.

## Уметничка каријера
Почео је каријеру као илустратор у Политикином Забавнику, за који је радио пуне четири деценије. Сарађивао је и у часописима Дуга, Борба, Зенит и Дечје новине.
Илустровао је и бројне књиге, а најпознатији је по стриповима Дабиша, Зулумћар, Капетан Мат итд. Већину стрипова су му издале Дечје новине у едицији Никад робом.
Божидар Веселиновић урадио је и већину илустрације на омоту, као и оне унутар текста, у едицији књига Плава птица. Црно-белим туш илустрацијама, уз помоћ пера или четкице, или колор илустрацијама на белом заштитном омоту обогатио је многе наслове из ове едиције, која се сматра најбољом едицијом књига за децу икада објављеном на српском језику.